# 萨泰恩斯
萨泰恩斯是奥地利福拉尔贝格州费尔德基希县的一个市镇。总面积12.71平方公里，总人口2518人，人口密度198.1人/平方公里（2005年）。